# Farnesol
Farnesol med formlen (2E,6E)-3,7,11-trimethyldodeca-2,6,10-trien-1-ol, er en naturligt forekommende sesquiterpen, der normalt optræder som en farveløs væske. Stoffet kan ikke opløses i vand, men det blandes let med olier. Det er grundelementet i de fleste, og muligvis alle, acykliske sesquiterpenoider, og det er ligeledes et udgangspunkt for syntesen af mange organiske stoffer.

## Anvendelser
Farnesol indgår i mange æteriske olier som f.eks. citronella, neroli, cyclamen, citrongræs, rose, musk, balsam og tolu. Det bruges i parfumeindustrien til at understrege duften af sødlige, blomsterparfumer. Dets anvendelighed som fremhæver af dufte ligger i, at det kan bruges som et opløsningsmiddel, der regulerer duftenes flygtighed. Det bruges allermest i parfumer med syrenduft.
Farnesol er et naturligt pesticid mod mider, og det virker som et feromon overfor adskillige insekter.
I en rapport fra 1994, som blev offentliggjort af fem af de største cigaretfirmaer, var farnesol med på listen over de 599 tilsætningsstoffer i cigaretter, hvor det virker som en smagsforstærker.

## Historien bag navnet
Farnesol finds i et blomsterekstrakt, som længe har været brugt i parfumefremstillingen. Endelsen ’’–ol’’ skyldes, at stoffet kemisk set hører til blandt alkoholerne, hvis navne mærkes med netop denne endelse. Det rene farnesol blev I årene mellem 1900 og 1905 opkaldt efter træet Vachellia farnesiana, en art af Akacie, som på sin side blev opkaldt efter den kardinal Odoardo Farnese (1573-1626), som havde én af de første, private botaniske haver i Europa. Planten blev overført til Farnese-haven fra Karibien og Mellemamerika, hvor den stammer fra.

## Sundhedsvirkninger
Farnesol formodes at virke som forbyggende og helbredende overfor svulster. Farnesol bruges som deodorant i kosmetiske produkter på grund af dets bakteriehæmmende virkning. Farnesol bør undgås af folk med parfumeallergi.